# Cassiel
Cassiel (hébreu : קפציאל Qafṣiʼel ; en arabe : كسفيائيل Kasfiyāʼil),,,,,, (également connu sous le nom de Cafziel, Cafzyel, Caphziel, Casiel, Cassael Casziel Kafziel,, Kasiel,  Qafsiel, Qaphsiel,,, Qaspiel, Qephetzial ou Quaphsiel), signifiant "Vitesse de Dieu" ou "Dieu est ma colère"  est un ange apparaissant dans des œuvres mystiques et magiques extracanoniques juives, chrétiennes et islamiques, souvent comme l'un des sept archanges, l'ange de Saturne, et dans d'autres rôles.

## Dans la littérature mystique juive
Qaphsiel est invoqué dans une ancienne incantation hébreuse pour savoir si un ennemi s'enfuit,. Gustav Davidson écrit que Qafsiel est décrit comme le souverain du septième ciel dans 3 Hénoch, citant l'édition d'Odeberg. Cependant, l'édition d'Odeberg déclare seulement dans une note de bas de page que Qafsiel est "(un des) gardien(s) de la porte de la septième salle" dans Hekhalot Rabbati. À son tour, Qaspiel est décrit dans Hekhalot Rabbati comme un gardien du sixième palais, armé d'une épée ruisselante de foudre (qui crie "Ruine !"). Ainsi que d'un arc, de tempêtes, de vents légers et puissants - armes qu'il utilise contre quiconque n'est pas apte à voir Dieu. Qaspiel est décrit plus tard dans le même ouvrage que l'un des trois « gardiens de l'entrée du septième palais », aux côtés de Dumiel et Gabriel. Qaspiel est également répertorié à Ma'aseh Merkavah en tant que gardien du deuxième palais. Sefer Raziel répertorie Qephetzial comme le prince de Saturne. Le Zohar décrit Kafziel comme l'un des deux principaux assistants (aux côtés de Hizikiel) de Gabriel.

## Dans la littérature occulte occidentale

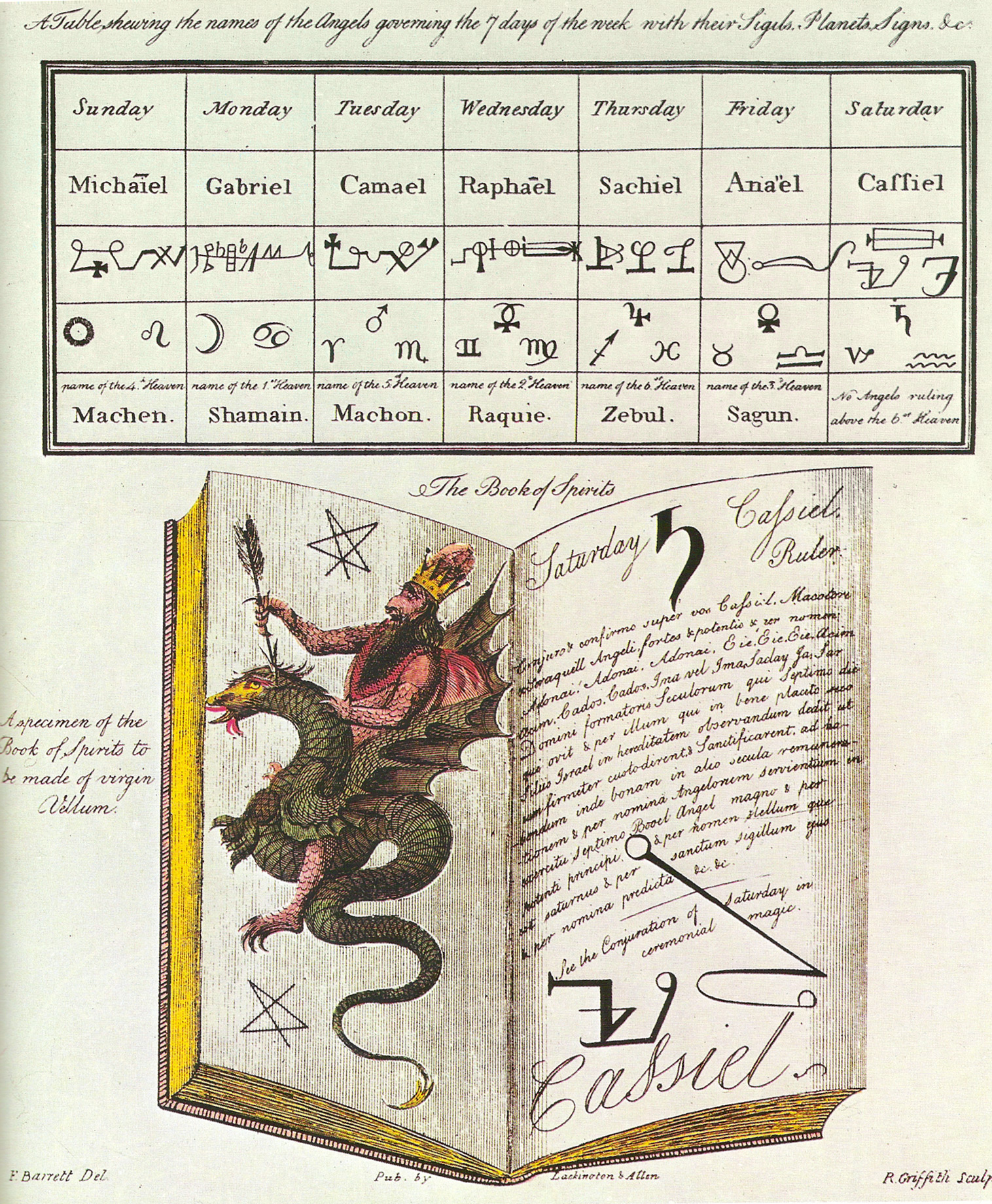
Illustration de Cassiel dans le Mage par Francis Barrett (1801).

Cassiel est listé dans les travaux connexes Liber Juratus Honorii  (en), et Heptaméron de Pietro d'Abano (ce dernier également influencé par Sefer Raziel). La présence de Cassiel dans Honorius peut également être le résultat de l'influence grecque, car il est également répertorié dans un manuel d'exorcisme byzantin (comme Kasiel).  Dans ces œuvres, il est, comme d'habitude, répertorié comme l'ange de Saturne mais aussi comme l'ange du Nord et comme l'un des anges nommés dans le Sigillum Dei. Après Honorius et l'Heptameron, Cassiel apparaît dans le Liber de Angelis comme Cassael (encore l'ange sur Saturne) puis dans diverses éditions de la Clavicula Salomonis comme Cassiel ou Cassael, ange (parfois archange) sur Saturne ou samedi,, et encore une fois dans le Sigillum Dei. Cassiel est représenté dans Le Mage de Francis Barrett comme un djinn chevauchant un dragon avec une barbe, encore une fois comme l'ange de Saturne,,.

## Autres travaux
Cassiel est parfois décrit comme l'ange des larmes, l'ange de la tempérance ou l'ange qui préside à la mort des rois. En tant que Qafsiel, il est parfois considéré comme le souverain de la Lune au lieu de Saturne,. 
Averroès et Ibn Arabi ont également inscrit Saturne comme homologue planétaire de l'archange Kafziel,. Ahmad al-Buni a classé Kasfiyail parmi les huit anges, parmi lesquels chacun a sa propre hiérarchie des esprits sous commandement.

## Dans la culture populaire
- Cassiel est le principal protagoniste de la série The Outcast Season de Rachel Caine[22].
- Cassiel apparaît dans le film de Wim Wenders, Les Ailes du désir, ainsi que dans le remake américain La Cité des anges. Wenders a trouvé le nom dans une encyclopédie sur les anges[23] Cassiel, joué par Otto Sander dans l'original et Andre Braugher dans le remake, observe avec une ambivalence considérable que son ami devient humain. Dans la suite Si loin, si proche !, Cassiel lui-même devient humain. Nick Cave a écrit "Cassiel's Song" dans le cadre de la musique de ce film.
- Cassiel est le nom donné à son navire par Chiara où elle fait référence à Cassiel étant un archange chrétien et un ange de larmes avec un ange qui préside à la mort des rois, dans le livre 6 de la série Galactic Liberation écrite par BV Larson, David VanDyke.
- Cassiel apparaît dans la série Supernatural

## Voir également
- Zaphkiel